# Super+
«Super+» ― загальноукраїнський розважальний телеканал. Орієнтований на сімейну аудиторію.  Входить до медіаконгломерату «Starlight Media».

## Історія
11 липня 2024 року телеканал став переможцем конкурсу на отримання ліцензії на мовлення в MX-1 цифрової етерної мережі DVB-T2, який транслює програми та серіали телеканалів групи «Starlight Media» й колишньої «Медіа Групи Україна».
24 жовтня того ж року Національна рада України з питань телебачення і радіомовлення зареєструвала телеканал на супутникове мовлення.
2 грудня того ж року телеканал розпочав мовлення на супутнику та в MX-1 цифрової етерної мережі DVB-T2.

## Мовлення

### Супутникове мовлення
| Супутник         | Стандарт | Частота | Символьна швидкість | Поляризація       | FEC | Формат зображення | Кодування |
| ---------------- | -------- | ------- | ------------------- | ----------------- | --- | ----------------- | --------- |
| Astra 4A (4.8°E) | DVB-S2   | 12073   | 30000               | горизонтальна (H) | 2/3 | MPEG-4            | FTA       |

### Етерне цифрове мовлення
| Канал | Мультиплекс | Стандарт | EPG        | Формат мовлення |
| ----- | ----------- | -------- | ---------- | --------------- |
| 10    | MX-1        | DVB-T2   | Green tick | SD 576i 16:9    |

## Наповнення етеру

### Програми
- Check-in. Україна
- Вар'яти
- Єврочекін
- МастерШеф
- Хата на тата

### Серіали

#### Іноземні
- Альф
- Друзі

#### Українські
- Джованні
- Дитячий охоронець
- Загадка для Анни
- Коли ми вдома
- Леся+Рома
- Папаньки
- Полкан

#### Мультсеріали
- Сімпсони